# Кіожду (комуна)
Кіожду (рум. Chiojdu) — комуна у повіті Бузеу в Румунії. До складу комуни входять такі села (дані про населення за 2002 рік):
- Биска-Кіождулуй (1254 особи)
- Кетіашу (471 особа)
- Кіожду (1079 осіб) — адміністративний центр комуни
- Лера (537 осіб)
- Плесчоара (177 осіб)
- Поєніцеле (324 особи)

Комуна розташована на відстані 101 км на північ від Бухареста, 52 км на північний захід від Бузеу, 142 км на захід від Галаца, 58 км на південний схід від Брашова.

## Населення
За даними перепису населення 2002 року у комуні проживали 3842 особи.
Національний склад населення комуни:
| Національність | Кількість осіб | Відсоток |
| -------------- | -------------- | -------- |
| румуни         | 3837           | 99,9%    |
| угорці         | 5              | 0,1%     |

Рідною мовою назвали:
| Мова      | Кількість осіб | Відсоток |
| --------- | -------------- | -------- |
| румунська | 3840           | 99,9%    |
| угорська  | 2              | 0,1%     |

Склад населення комуни за віросповіданням:
| Релігія            | Кількість осіб | Відсоток |
| ------------------ | -------------- | -------- |
| православні        | 3652           | 95,1%    |
| адвентисти         | 180            | 4,7%     |
| баптисти           | 6              | 0,2%     |
| римо-католики      | 1              | < 0,1%   |
| реформати          | 1              | < 0,1%   |
| греко-католики     | 1              | < 0,1%   |
| не вказали релігію | 1              | < 0,1%   |